# Давид Суазо
Давид Суазо (шп. David Suazo; Сан Педро Сула, 5. новембар 1979) је бивши хондураски фудбалер.
Суазо је био члан фудбалске репрезентације Хондураса која је учествовала на Олимпијским играма у Сиднеју 2000. године и на Светском првенству 2010. године.
Суазо је био члан миланског Интера од 2007. до 2011. године када је стигао из Каљарија где је у осам сезона одиграо 255 утакмица и постигао 95 голова. Уз Каку, изабран је 2006. за најбољег страног играча у италијанској лиги.
Његови рођаци Мејнор Суазо и Хендри Томас су такође професионални фудбалери.

## Трофеји
Депортиво Олимпија
- Првенство Хондураса (1) : 1998/99.
- Куп Хондураса (1) : 1998.
- Суперкуп Хондураса (1) : 1997.

Интер
- Првенство Италије (1) : 2007/08.
- Суперкуп Италије (1) : 2008.

Бенфика
- Лига куп Португала (1) : 2008/09.